# António Tomás de Sá e Resende de Abreu Freire Valente
António Tomás de Sá e Resende de Abreu Freire Valente, 3.º Visconde de Baçar, foi um empresário agrícola e administrador português.

## Família
Filho de João de Resende Valente de Sá e Abreu Freire, 4.º Senhor e Administrador do Vínculo de Morgado do Outeiro, em Avanca, Fidalgo da Casa Real e Capitão-Mor de Estarreja, e de sua mulher Maria/Margarida Miquelina de Almeida (9 de Janeiro de 1792 - ?), irmã do 1.º Visconde de Baçar, neto paterno de João de Pinho e Resende Valente, Fidalgo Cavaleiro da Casa Real, 3.º Senhor e Administrador do Vínculo de Morgado do Outeiro, em Avanca, e de sua mulher Ana Joaquina de Sá e Abreu Freire, e irmão primogénito do 2.º Visconde de Baçar.

## Biografia
Foi 5.º Senhor e Administrador do Vínculo de Morgado do Outeiro, em Avanca, Fidalgo Cavaleiro da Casa Real e exerceu vários cargos administrativos no Concelho de Estarreja.
O título de 3.º Visconde de Baçar foi-lhe renovado, em sua vida, por Decreto de D. Carlos I de Portugal de data desconhecida de 1902.

## Casamento e descendência
Casou em 1881 com Joana de Abreu (Estarreja, Avanca, Lugar da Aldeia - ?), filha de António de Abreu, Lavrador no Lugar da Aldeia, Freguesia de Avanca, e de sua mulher Maria de Jesus. Foi seu filho e sucessor José Maria de Abreu Freire, 4.º Visconde de Baçar, herdeiro universal do 2.º Visconde de Baçar.